# Slag bij Mohi

Schematische weergave van het verloop van de Slag bij Mohi

De Slag bij Mohi vond plaats op 11 april 1241 in de buurt van de Hongaarse plaats Muhi. In deze veldslag versloeg de Mongoolse veroveraar Batu Khan koning Béla IV van Hongarije. Batu Khan bezette daarna Hongarije, maar keerde terug naar Mongolië om mee te beslissen over de opvolging van Ögedei, de grote khan.